# Runde
Runde es una isla en Møre og Romsdal, Noruega. La Isla tiene una población de 113 habitantes a fecha de 2015, y está conectada a la isla de Remøya por el Puente de Runde.
Runde es famosa por la gran cantidad de pájaros que habitan en ella, estimándose este número entre 500,000 y 700,000. Muchos de estos animales se encuentran en sus acantilados. Además, dispone de un Centro de Estudio de la Naturaleza (Runde) (en noruego: Runde Miljøsenter) que funciona como centro de investigación.
Runde se encuentra en la costa oeste de noruega, cerca de ciudades y pueblos como Fosnavåg, Ulsteinvik, Volda, Ørsta, y Alesund. Esta región noruega es famosa por sus fiordos y sus nevadas montañas.

## Avifauna
La avifauna de la isla se encuentra protegida por la Reserva de la Naturaleza de Goksøyr, parte del sitio de Runde-Ramsar.
| Name                      | Pairs   |
| ------------------------- | ------- |
| Fratercula arctica        | 100,000 |
| Rissa tridactyla          | 50,000  |
| Uria aalge                | 8,000   |
| Fulmarus                  | 5,500   |
| Alca torda                | 3,000   |
| Morus bassanus            | 2,500   |
| Phalacrocorax aristotelis | 1,500   |
| Catharacta skua           | 50      |
| Haliaeetus albicilla      | 20      |

## Historia
A lo largo de la historia, varios barcos se han hundido cerca de Runde. Se cree que algunos de estos barcos eran españoles o neerlandeses, cargados con oro y plata.

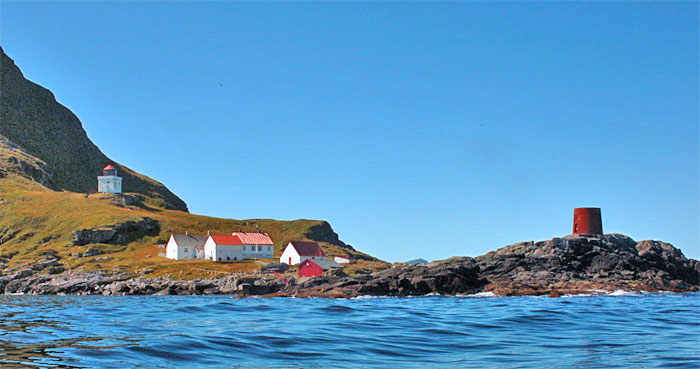
Faro de Runde

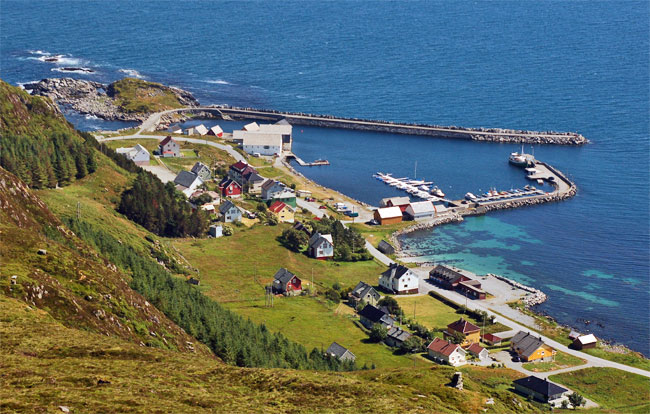
Puerto de Runde

### Naufragio del Akerendam

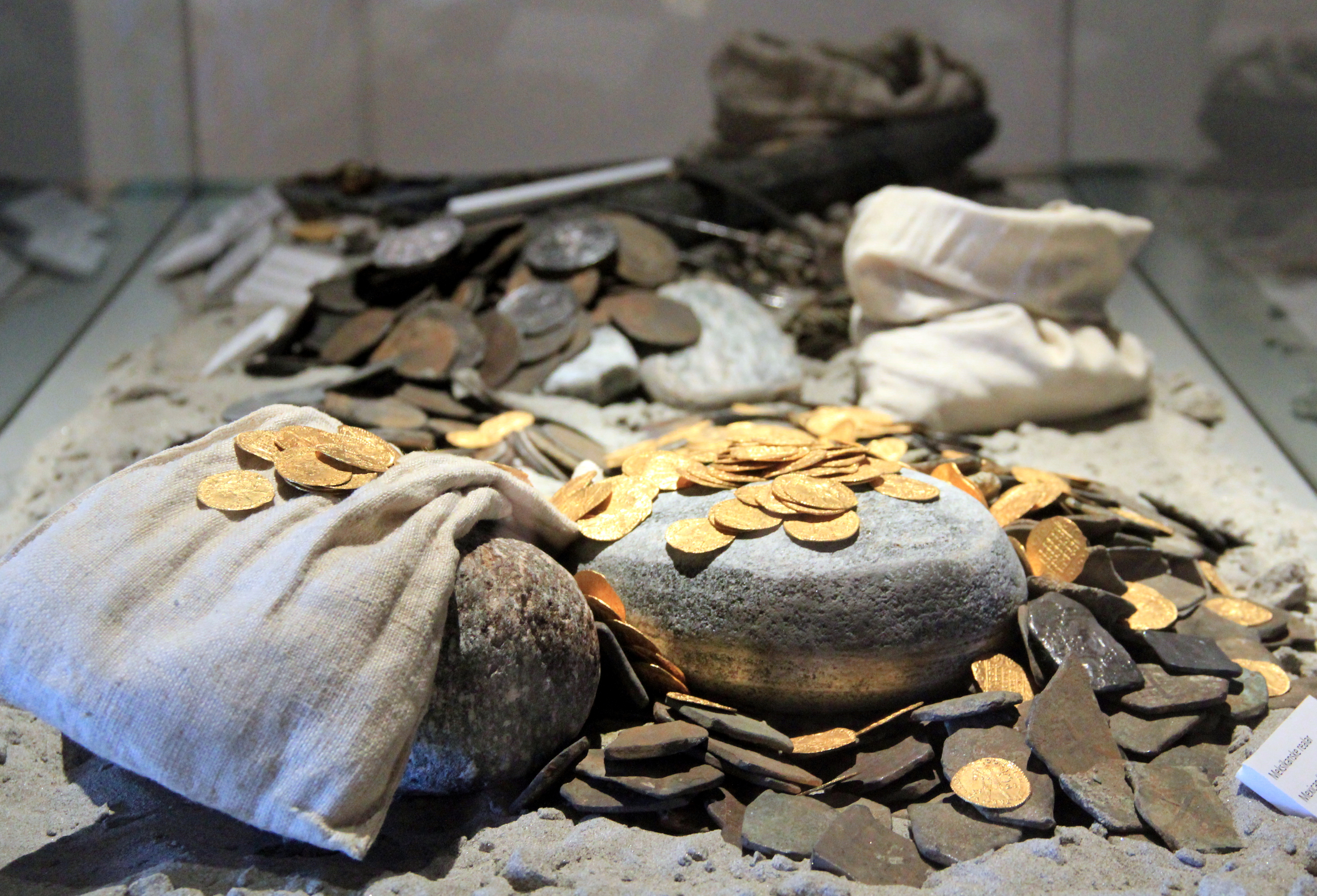
Parte del tesoro de Runde

Un barco de los Países Bajos, el Akerendam, zarpó de una isla llamada Texel el 19 de enero de 1725. El Akerendam formaba parte de la flota mercante holandesa y se dirigía a Batavia (Indonesia) cargado de monedas de oro y plata para el comercio de especias en el Lejano Oriente. El barco quedó atrapado en una tormenta en el Mar del Norte y desapareció hacia el norte. El barco se hundió en el lado norte de Runde, y toda la tripulación, unos 200 hombres, se perdió en el mar. Los habitantes de Runde comenzaron a encontrar partes del barco que había quedado varado en la orilla, incluidos miembros de la tripulación muertos.
El lugar del naufragio estaba cerca de la costa y durante el verano de 1725 se salvaron cuatro cofres y otras partes del cargamento. Pero luego los buzos se dieron por vencidos y el naufragio fue olvidado. Durante el siglo XIX, los lugareños solían encontrar monedas en la orilla. Pero el origen ya estaba olvidado, y los hallazgos llevaron a la creencia de que las monedas eran de la Armada Española del siglo XVI.
El naufragio fue redescubierto en 1972 por los buceadores deportivos Bengt-Olof Gustafsson (Suecia), Stefan Persson (Suecia) y Eystein Krohn-Dale (Noruega). Debajo de la vegetación del fondo marino, la arena estaba llena de monedas incrustadas. Al año siguiente, el sitio fue investigado por Bergen Sjøfartsmuseum. Poco quedó del barco, pero se salvaron más de 500 kilogramos de oro y plata. En total se encontraron unas 57.000 monedas; 6.600 de ellas de oro, en su mayoría el raro ducado de oro holandés de 1724 acuñado en Utrecht, con solo un puñado conocido antes de este hallazgo, y el resto monedas de plata. Partes del tesoro se conservan en el Bergen Sjøfartsmuseum de Bergen y también en el Museo de la Moneda Noruega de Oslo.
A los buscadores se les permitió quedarse con dos tercios del tesoro, que luego se vendió a coleccionistas de todo el mundo. El estado noruego recibió el 25% y Holanda recibió el 7% del tesoro. Este evento más tarde inició una nueva legislación, haciendo que todos los naufragios de más de 100 años estén automáticamente protegidos en Noruega.

## Centro de Estudio de la Naturaleza
El Centro de Estudio de la Naturaleza de Runde es una estación de investigación que lleva a cabo 4 actividades principales: una estación marina, una casa y un centro para otros negocios, un centro de información y un centro de conferencias con 34 habitaciones de hotel divididas en 8 apartamentos suites. Desde 2008, alberga la Oficina de Turismo.